# Salvador (Historia de un milagro cotidiano)
Salvador (Historia de un milagro cotidiano) és una pel·lícula de curtmetratge de ficció del 2007 dirigida per Abdelatif Hwidar. Fou rodada en un vagó del Metro de València amb el propòsit de remoure la consciència dels espectadors per les seves reminiscències amb l'atemptat de l'11-M.

## Sinopsi
En un tren ple de passatgers un pare feliç i el seu fill innocent i juganer juguen a fet d'amagar. Poc a poc van aconseguint que els altres passatgers s'impliquin, i poc a poc tots deixen llurs expressions neutres, comencen a somriure i s'uneixen al joc del nen. L'últim passatger al que s'acosta, d'antuvi és reticent, però poc a poc es deixa captivar per la innocència del nen. Tanmateix, hi ha alguna cosa que reté aquest personatge i en un retrocés ràpid, ens torna a la seva habitació.

## Repartiment
- Nacho Fresneda
- Gabriel Merchán
- Orlín Morán

## Premis
- Goya al millor curtmetratge de ficció (2008)[2]
- Premio Projecte Curtmetratge Cinema Jove 2006, la menció honorífica en el VI Premi Bancaixa de Projectes de curtmetratges i va ser nominat en els Premis de l'Acadèmia Europea de Cinema.[3]
- Premi especial del jurat a l'Aspen Shortfest[4]
- Premi del Jurat al Festival Internacional de Cinema de Tirana.[5]